# Lijst van gouverneurs van Älvsborgs län
Dit is een lijst van gouverneurs van de voormalige provincie Älvsborgs län in Zweden, in de periode 1634 tot 1997. Het län, de provincie Älvsborgs län werd in 1997 met Göteborgs och Bohus län en Skaraborgs län samengevoegd, om de nieuwe provincie Västra Götalands län te vormen.  Het Zweeds voor gouverneur is landshövding.
- Johan Henriksson Reuter 1634–1644
- Nils Assersson Mannersköld 1644–1648
- Per Ribbing 1648–1663
- Per Larsson Sparre 1663–1674
- Henrik Falkenberg 1674–1676
- Hans Mörner 1676–1679
- Henrik von Vicken 1679–1690
- Lars Eldstierna 1690–1693
- David Makeléer 1693–1708
- Axel von Faltzburg 1708–1710
- Anders Sparrfelt 1710–1716
- Gustaf Fock 1716–1725
- Olof Gyllenborg 1725–1733
- Johan Palmfelt 1733–1739
- Axel Erik Roos 1740–1749
- Carl Broman 1749–1751
- Adolf Mörner 1751–1756
- Johan Råfelt 1756–1763
- Mauritz Posse 1763–1769
- Sven Cederström 1769–1775
- Michaël von Törne 1775–1785
- Fredric Lilliehorn 1785–1809
- Johan Adam Hierta 1810
- Lars Hierta 1810–1815
- Per Adolph Ekorn 1816–1817
- Carl Georg Flach 1817–1825
- Paul Sandelhjelm 1825–1850
- Bengt Carl Bergman 1851–1858
- Eric Sparre 1858–1886
- Wilhelm Lothigius 1886–1905
- Karl Husberg 1905–1922
- Axel von Sneidern 1922–1941
- Vilhelm Lundvik 1941–1949
- Arvid Richert 1949–1954
- Mats Lemne 1955–1970
- Gunnar von Sydow 1970–1978
- Göte Fridh 1978–1991
- Bengt K.Å. Johansson 1991–1997